# La conquista dell'aria
La conquista dell'aria è un film del 1939 diretto da Romolo Marcellini.
Il film sulla nascita dell'aviazione nacque da un'idea di Alexander Korda e fu prodotto da una collaborazione italo-inglese. Fu realizzato con sequenze di montaggio tra cui scene tratte dal film Conquest of the Air prodotto dallo stesso Korda nel 1936.
La versione inglese, regia di Korda del 1940, era interpretata da Laurence Olivier.

## La critica
Mino Doletti su Film del 3 febbraio 1940 "Da Icaro in poi abbiamo qui tutta la storia del volo, del volo come aspirazione e come conquista... Senza distinzioni di confini o di bandiera l'epopea della difficile conquista trova nei duemila metri di pellicola la sua cronaca sublime".